# 奧布羅瓦茨
奧布羅瓦茨是克羅地亞的城鎮，位於該國南部茲爾馬尼亞河畔，距離首府扎達爾40公里，由扎達爾縣負責管轄，鎮上有水力發電站，2001年人口1,500。

## 外部連結
- Web site about Obrovac（页面存档备份，存于）

44°12′N 15°41′E / 44.200°N 15.683°E